# Hans Kobelinski
Hans Kobelinski (* 2. Juni 1900 in Eisenach; † 29. August 1937 im KZ Dachau) war ein deutscher SS-Offizier.

## Leben und Tätigkeit

### Früherer Werdegang
Nach dem Schulbesuch trat Hans Kobelinski 1918 in die Kaiserliche Armee ein. An der letzten Phase des Ersten Weltkrieges nahm er als Gefreiter und als Fahnenjunker in einem Gardekorps teil. Nach dem Krieg schloss er sich 1919 dem Freikorps Wolf an. Von April bis August 1921 gehörte er dem Selbstschutz Oberschlesien an. Mit der 6. Kompanie im 2. Bataillon des Bundes Oberland nahm er im November 1923 am Hitler-Putsch teil. Bei der Niederschlagung des Putsches wurde er verhaftet und für zweieinhalb Monate inhaftiert. Später studierte er Rechtswissenschaften. Um 1930 lebte er als arbeitsloser Referendar in Hamburg. Er wird in der Wissenschaft auch als Mitglied des Bundes Wiking geführt.

### Laufbahn im Sicherheitsdienst der SS
Kobelinski trat zum 1. Dezember 1930 in die NSDAP ein (Mitgliedsnummer 374.173), in der er mit Rücksicht auf seinen damaligen Wohnsitz der Ortsgruppe Hamburg zugeteilt wurde. Am 1. Juni 1931 wurde er außerdem Mitglied der SS (SS-Nummer 31.060). Als im Herbst 1931 mit dem Aufbau des Sicherheitsdienstes der SS (SD) begonnen wurde, wurde Kobelinski einer der ersten und wichtigsten Mitarbeiter des Chefs des SD Reinhard Heydrich: Im August 1931 wurde er zunächst als Ic-Referent, d. h. als Referent für nachrichtendienstliche Fragen, beim SS-Abschnitt III (Berlin-Brandenburg) eingesetzt, bevor er im September zum Ic der SS-Standarte 4 Altona bestellt wurde, eine Stellung, die er bis zum 1. August 1932 beibehielt. Der SD-Forscher George C. Browder geht davon aus, dass Heydrich Kobelinski 1931 in Hamburg kennen gelernt hatte und charakterisiert ihn als die „erste rechte Hand“ (first right hand man) des SD-Chefs.
Im Zusammenhang mit seinen nachrichtendienstlichen Aktivitäten geriet Kobelinski im Februar 1932 in Oldenburg ins Visier der Behörden wegen des Verdachtes der Ausspionierung von militärischen Einrichtungen: In diesem Monat wurde Herbert Weichardt, einer von Kobelinskis Ic-Leuten verhaftet, nachdem einige Agenten von ihm bei der Auskundschaftung von Informationen über militärische Befestigungsanlagen in Wilhelmshaven erwischt worden waren. Da die von den Behörden gegen Kobelinski vorgebrachten Beweise nicht für ein Gerichtsverfahren reichten, entging er einer ernsthaften Bestrafung.
Im Sommer 1932 wurde Kobelinski dann zum Ic der SS-Gruppe Ost in Berlin ernannt, wo er am 28. Februar 1933 zum Sturmhauptführer befördert wurde. Sein Quartier als Ic der SS-Gruppe Ost mit Sitz in Berlin bezog Kobelinski jedoch zunächst in Braunschweig, von wo aus er nach Auffassung Browders das gesamte, sich allmählich aufbauende und ausweitende SS-Nachrichtennetzwerk in ganz Norddeutschland beaufsichtigte. Hintergrund der Wahl von Braunschweig als Aufenthaltsort war, dass der damalige kleine Teilstaat des Deutschen Reiches Braunschweig von den Nationalsozialisten mitregiert wurde, so dass er dort weitgehende Immunität vor polizeilichen Maßnahmen erwarten konnte. Im August 1932 schickte Heydrich Kobelinski schließlich auch persönlich nach Berlin, wo er fortan dem weitgehend von Himmler und Heydrich unabhängigen SS-General Kurt Daluege, dem Kommandeur des SS-Oberabschnittes (Nachfolgenennung der SS-Gruppe Ost) Berlin, unterstand. Daluege blieb nur bis Herbst 1933 auf dieser Position und wurde dann von Sepp Dietrich abgelöst.
Von Februar 1933 bis Januar 1934 leitete Kobelinski die SD-Außenstelle Berlin. Damit bildete er im Reich neben der Zentrale in München den zweiten regionalen Schwerpunkt des SD der SS. Am 9. November 1933 wurde Kobelinski mit dem Blutorden der NSDAP ausgezeichnet (Nr. 1356). Von Anfang Januar bis zum 14. März 1934 übernahm er die Leitung des neu geschaffenen SD-Oberabschnitts Ost in Berlin. Am 14. März 1934 wurde Kobelinski von Heinrich Himmler seines Postens enthoben (Nachfolger wurde Hermann Behrends) und zum SS-Mann degradiert. Als Gründe wurden angeführt, dass er dienstliche Angelegenheiten einem „Mädchen seiner Bekanntschaft“ mitgeteilt habe, diesen Umstand gegenüber einem unterstellten SS-Sturmmann ehrenwörtlich bestritten und den Reichsführer SS Heinrich Himmler sowie den SS-Brigadeführer Reinhard Heydrich beleidigt und bedroht habe.
Die genauen Umstände und Gründe für Kobelinskis Entfernung aus der SD-Leitung des SS-Oberabschnitts Ost und für seine Verstoßung aus SD und SS sind nicht vollständig geklärt, Indizien sprechen allerdings dafür, dass sein Sturz mit dem Machtkampf zwischen Rudolf Diels und dem Duo Himmler/Heydrich um die Kontrolle der Gestapo im Zusammenhang stand; obwohl Kobelinski als SS-Führer nachweislich selbst gegen Diels arbeitete und später dieser seinen Gestapoleiterposten verlor. Angeblich soll Kobelinski geheime SS-Materialien an Diels weitergegeben haben und so das Misstrauen Heydrichs auf sich gezogen haben, der eine Verschwörung Kobelinskis mit Diels befürchtete. Entsprechende Behauptungen stellte Kobelinskis Untergebener Alfred Naujocks nach dem Zweiten Weltkrieg in seinen Memoiren auf. Naujocks erklärte weiter, dass er Heydrich hierüber während eines Berlinbesuches des SD-Chefs unterrichtet habe, um sich zu rächen, weil Kobelinski ihn zuvor wegen Ungehorsams bestraft hatte.
Nachdem Kobelinski zwischenzeitlich wieder in die SS aufgenommen worden war, wurde er gemäß einer Verfügung vom 2. Mai 1936 wegen angeblicher Verfehlungen gegen den § 175 des Strafgesetzbuches (Homosexualität) erneut aus der SS ausgestoßen. Infolgedessen wurde er auch aus der Partei ausgeschlossen und auf die Schwarze Liste der Reichsleitung gesetzt, was eine Wiederaufnahme dauerhaft unmöglich machte. Anschließend wurde Kobelinski ins KZ Dachau überführt, wo er offiziell durch Suizid ums Leben kam.
Eine Reihe von Indizien spricht dafür, dass Kobelinski tatsächlich auf Befehl der SS/SD-Führung umgebracht und sein Tod anschließend als Suizid getarnt wurde. Denkbare Motive für eine Beseitigung wären einerseits der Wunsch der SD-Führung, einen gefährlichen Mitwisser sensibler Geheimnisse aus der Frühzeit des SS-Nachrichtendienstes dauerhaft mundtot zu machen, und andererseits die im Jahr 1937 auf Betreiben von Himmler erheblich verschärfte Verfolgung homosexueller SS-Angehöriger. In einer Geheimrede vor SS-Offizieren in Bad Tölz am 18. Februar 1937 legte Himmler dar, dass Homosexualität seiner Meinung nach die Gefahr der „Zerstörung des Staates“ berge, weshalb er diese, wenn sie bei SS-Angehörigen vorkomme, mit besonderer Härte verfolgen lasse:
„Diese Leute werden selbstverständlich in jedem Fall öffentlich degradiert und ausgestoßen und werden dem Gericht übergeben. Nach Abbüßung der vom Gericht festgesetzten Strafe werden sie auf meine Anordnung in ein Konzentrationslager gebracht und werden im Konzentrationslager auf der Flucht erschossen.“
Der amerikanische SD-Forscher George C. Browder wertet Kobelinski als ein „Paradebeispiel“ (a prime example) für das Merkmal des frühen, durch eine amateurhafte Personalpolitik (amateurish personnell policies) gekennzeichneten SD, „einige instabile Persönlichkeiten“ (some unstable personalities) als Mitarbeiter anzuziehen, die durch das „romantische Geheimagentenimage“ (romantic secret agent image) und die „geheimnisvollen Mantel- und Degen-Spielereien“ (cloak-and-dagger posturing) des Nachrichtendienstes in die Reihen des SD gelockt worden seien.
Als gesichert gilt, dass Kobelinski einst den Juristen Reinhard Höhn für den SD geworben hat.

## Beförderungen
- 5. Dezember 1931: SS-Scharführer
- 8. Januar 1932: SS-Truppführer
- 22. Juli 1932: SS-Sturmhauptführer
- 1. Februar 1933: SS-Sturmbannführer
- 1. Juni 1933: SS-Standartenführer

## Archivalische Überlieferung
Im Geheimen Staatsarchiv Preußischer Kulturbesitz hat sich eine Akte zu einem Untersuchungsverfahren gegen Kobelinski und andere Mitglieder des Wiking-Bundes wegen Durchführung einer Feme-Aktion gegen angebliche Verräter erhalten (Rep. 84a, Nr. 55101).